# Devin (nome)
Devin  è un nome proprio di persona inglese maschile e femminile.

## Varianti
- Ambigenere: Devan[1], Deven[1], Devon[1], Devyn[1][2]

## Origine e diffusione
È una ripresa di due diversi cognomi, entrambi scritti Devin. Il primo è inglese, e deriva da un cognome francese di stampo ugonotto, tratto dal termine francese antico devin ("divino", dal latino divinus), riferito in origine a chi esercitava l'attività di indovino o similare. Il secondo è irlandese, ed è a sua volta la forma anglicizzata di due cognomi differenti, Ó Damháin (Ó Daimhín, "discendente di Damhán") e Ó Dubháin (o Ó Duibhín, "discendente di Dubhán"); da quest'ultimo cognome deriva anche il nome Duane.
La variante Devon potrebbe anche ispirarsi al nome del Devon, contea dell'Inghilterra che trae il suo nome dalla tribù celtica dei Dumnoni; le altre varianti sono creazioni moderne.

## Onomastico
Il nome è adespota, non essendovi santi che lo abbiano portato; l'onomastico può essere festeggiato il 1º novembre, ricorrenza di Ognissanti.

## Persone

### Maschile

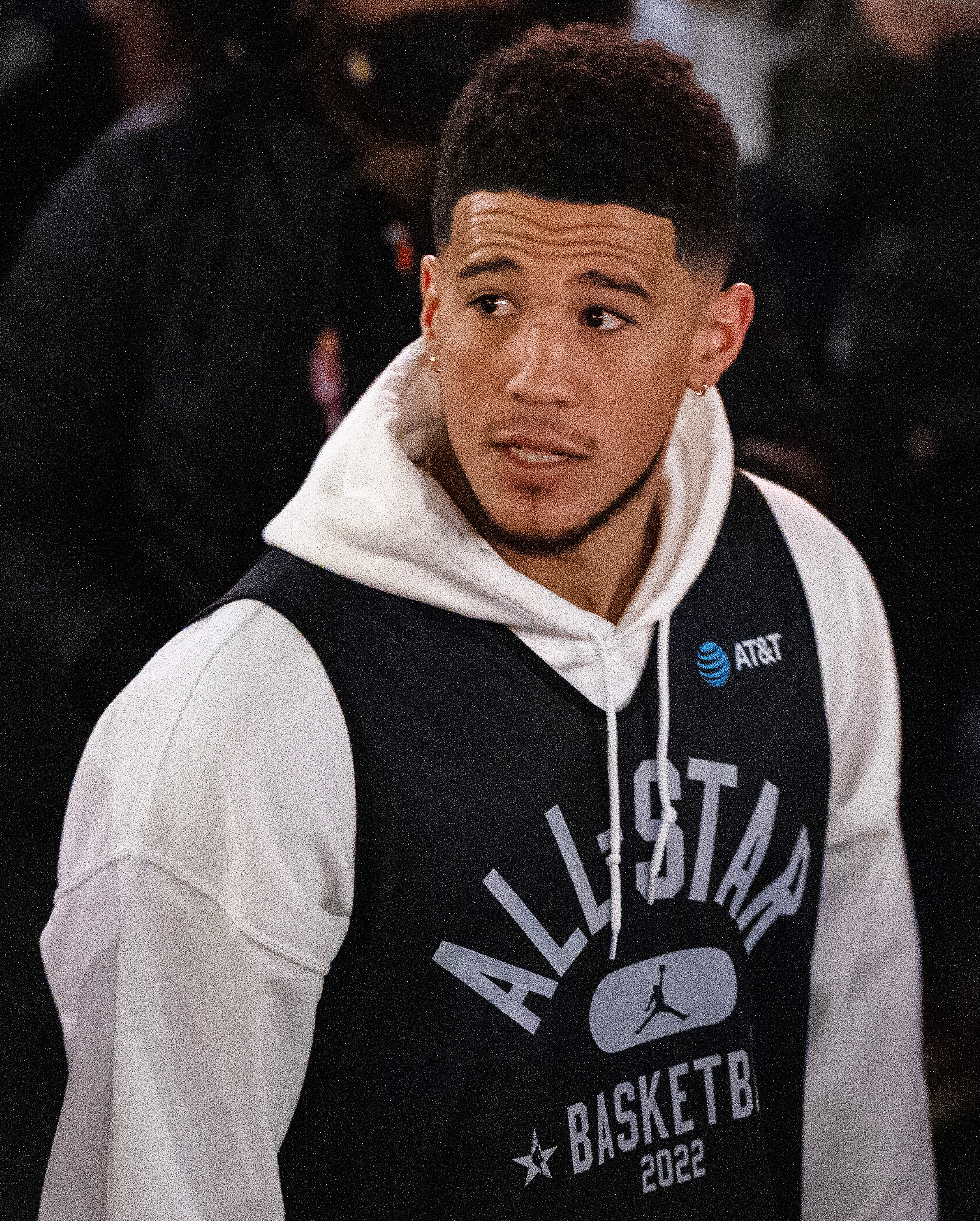
Devin Booker

- Devin Booker, cestista statunitense
- Devin Brown, cestista statunitense
- Devin Harris, cestista statunitense
- Devin Hester, giocatore di football americano statunitense
- Devin McCourty, giocatore di football americano statunitense
- Devin Nunes, politico statunitense
- Devin Ratray, attore, cantante e compositore statunitense
- Devin Townsend, cantante, chitarrista e produttore discografico canadese

### Variante maschile Devon
- Devon Bostick, attore canadese
- Devon Graye, attore statunitense
- Devon Hall, cestista statunitense
- Devon Kershaw, fondista canadese
- Devon Murray, attore irlandese
- Devon Sawa, attore canadese

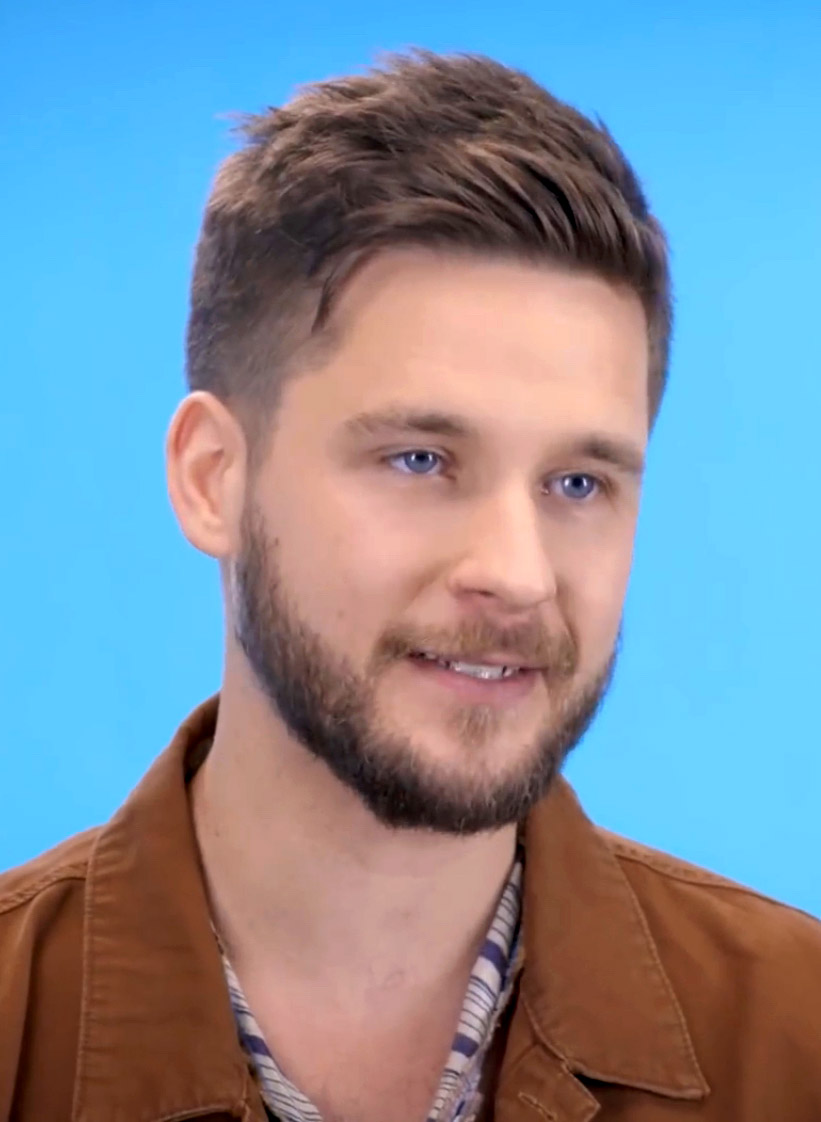
Devon Werkheiser

- Devon Werkheiser, attore statunitense

### Femminile

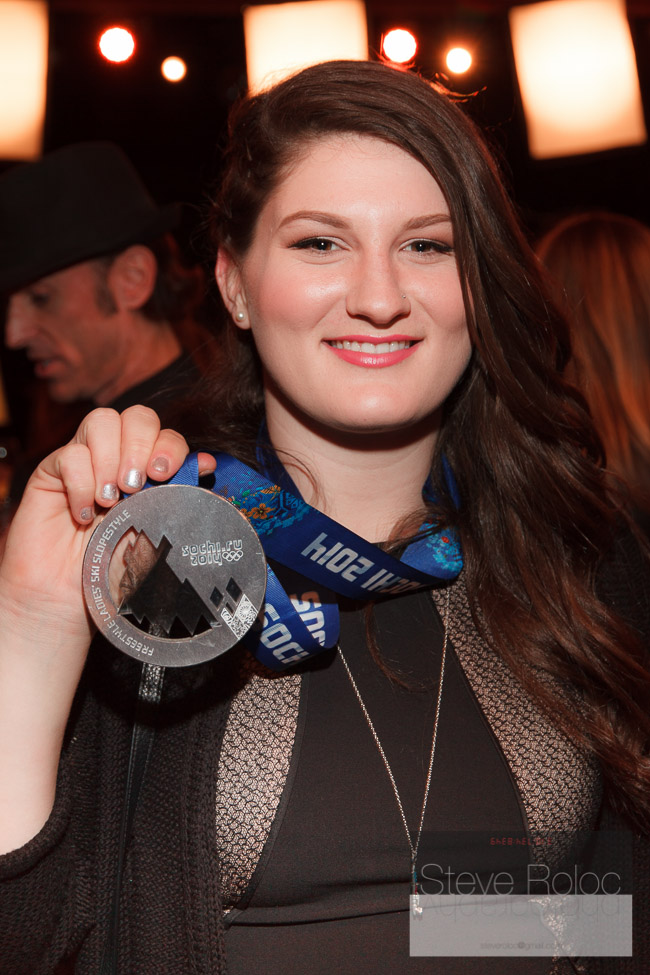
Devin Logan

- Devin K. Grayson, fumettista e scrittrice statunitense
- Devin Kelley, attrice statunitense
- Devin Logan, sciatrice freestyle statunitense

### Variante femminile Devon
- Devon, attrice pornografica statunitense
- Devon Aoki, modella e attrice statunitense
- Devon Michaels, attrice pornografica statunitense
- Devon Weigel, attrice canadese

## Il nome nelle arti
- Devin è un personaggio di A tutto reality presenta: Missione Cosmo Ridicola.
- Devon Miles è un personaggio della serie televisiva Supercar.
- Devon Woodcomb è un personaggio della serie televisiva Chuck.